# 米歇尔·埃克斯
米歇尔·埃克斯（英語：Michelle Akers，1966年2月1日—），美国女子足球运动员。她是美国国家足球名人堂（National Soccer Hall of Fame）的一员。

## 生平
埃克斯在高中时代就3次入选全美最佳阵容。随后埃克斯进入了中佛罗里达大学。在中佛罗里达大学，埃克斯第4次入选全美最佳阵容；成为了1988-89赛季中佛罗里达的最佳运动员；成为了中佛罗里达大学女足历史上的头号射手；成为了1988年全美最佳大学生球员；由于她的成就，她在大学里的10号球衣光荣地退役了。在1985年8月18日，埃克斯参加了美国国家女子足球队历史上第一场正式比赛。在那场比赛里，美国队以0比1负于意大利队。3天后，她打入了美国国家女子足球队历史上第一个进球。那是和丹麦队的比赛中，最终双方战成2比2。
1985年至1990年期间，埃克斯为美国队出场24次打入15球。在1991年，埃克斯在26场比赛里打入39球，这是一个球队记录。埃克斯是1991年在中国举行的首届女子世界杯足球赛的最佳射手。在那届杯赛里，她打入了10球，其中包括了在一场比赛里打入的5球。在决赛中，埃克斯打入两球，帮助美国队以2比1战胜了挪威队，夺得冠军。
在1996年，埃克斯和她的队友参加了亚特兰大奥运会的女足比赛，并夺得金牌。1998年友好运动会上，埃克斯和她的队友也赢得了金牌。1998年，由于她在足球运动上的巨大贡献，埃克斯获得了国际足联荣誉奖。国际足联荣誉奖是国际足联的最高荣誉。1999年，埃克斯帮助美国队赢得了女子世界杯足球赛的冠军。这是美国国家女子足球队的第二个世界杯冠军。
在2000年悉尼奥运会之后，埃克斯宣布退役。她一共为美国队打入105球，助攻37次，获得了247分（进一球得2分，助攻一球得1分）。
退役之后，埃克斯继续推动足球运动的发展。埃克斯写了几本书，其中一本是关于她和慢性疲劳综合征做斗争的。
2000年，埃克斯和孙雯被国际足联评选为20世纪的世纪足球小姐（FIFA Women's Player of the Century）。
2004年，埃克斯和米娅·哈姆成为了FIFA 100的仅有的两名女性。FIFA 100是为了庆祝国际足联百年庆典由贝利拟定的最优秀的125名在世的球员的名单。同年，埃克斯进入了美国国家足球名人堂。
埃克斯现在和他的丈夫以及他们的孩子在佛罗里达州丘盧奧塔生活。目前埃克斯的工作是马匹的救援和延伸服务。